# Подорож на планету доісторичних жінок
«Подорож на планету доісторичних жінок» (англ. Voyage to the Planet of Prehistoric Women) — американський фантастичний фільм 1968 року, незначна переробка фільму 1965 року «Подорож на доісторичну планету». Стрічка знаходиться в суспільному надбанні у США.

## Про фільм
Фільм є незначною переробкою стрічки 1965 року «Подорож на доісторичну планету», яка в свою чергу є грубою переробкою радянської картини 1962 року «Планета штормів». Фактично, в «Жінок…» режисер тільки додав сцени на поверхні Венери: крім різних чудовиськ, вивержень вулкану тощо, вставлені сцени з амазонками. У фільмі є декілька сцен з радянського ж фільму 1959 року «Небо кличе».
Також виходив під назвами «The Gill Women» та «The Gill Women of Venus».

## Сюжет
1998 рік. З космічної станції «Техас» до Венери стартує космічний корабель. Однак незабаром після виходу на орбіту Венери радіозв'язок з екіпажем зникає, і тоді до хмарної планети стартує на виручку другий корабель. Його екіпаж, Вільям Локхарт, Андре Френо і Ганс Вальтерс, прибувши на місце, вирушають на пошуки зниклих товаришів. На Венері вони вбивають летючу рептилію, що напала на них, не знаючи, що їй поклоняються як божеству місцеві жителі, а точніше, жительки: виявляється, що планета населена дуже сексапільними доісторичними амазонками, які люто прагнуть знищити чужинців-богохульників.
Незважаючи на природні катаклізми, викликані молитвами амазонок до свого жахливого божества, космонавтам вдалося дістатися (за допомогою свого людиноподібного робота Джона) до свого корабля і полетіти. Розчаровані малою силою свого бога, жінки встановлюють на його місце робота Джона, витягнувши його з лави.

## В ролях
| Актор               | Роль                                                                                            |
| ------------------- | ----------------------------------------------------------------------------------------------- |
| Меймі Ван Дорен     | ватажок амазонок Моана                                                                          |
| Мері Марр           | амазонка Верба                                                                                  |
| Пейдж Лі            | амазонка Твіла                                                                                  |
| Ірен Ортон          | амазонка Меріама                                                                                |
| Генадій Вєрнов      | Андре Ферно (Елдо Романі) (у титрах не вказаний), в оригінальному фільмі — Альоша               |
| Георгій Тейх        | капітан Альфред Керн (Джеймс Девід) (у титрах не вказаний), в оригінальному фільмі — Аллан Керн |
| Володимир Ємельянов | Вільям Локхарт (Роберто Мартеллі) (у титрах не вказаний), в оригінальному фільмі — Вершинін     |
| Юрій Саранцев       | Говард Шерман (Ральф Філліпс) (у титрах не вказаний), в оригінальному фільмі — Щерба            |
| Георгій Жжонов      | Ганс Вальтерс (Мюррей Джерард) (у титрах не вказаний), в оригінальному фільмі — Бобров          |
| Пітер Богданович    | оповідач за кадром, один з космонавтів                                                          |